# Fantasy Island (Fernsehserie, 2021)
Fantasy Island ist eine US-amerikanische Fantasy-Fernsehserie über eine mit magischen Kräften versehene tropische Ferieninsel, die seit 2021 produziert wird. Sie ist nach einer 13-teiligen Serie aus dem Jahr 1998 das zweite Remake der gleichnamigen Fernsehserie, die von 1977 bis 1984 mit großem Erfolg und Ricardo Montalbán in der Hauptrolle produziert wurde. Dessen Part als Mr. Roarke übernahm nun Roselyn Sánchez als dessen Großnichte Elena Roarke. Nach dem Erfolg der ersten Staffel hat Fox die Ausstrahlung einer zweiten Staffel für Mai 2022 angekündigt.
Im Mai 2023 wurde die Serie nach zwei Staffeln eingestellt.

## Konzept
Auf der tropischen Ferieninsel Fantasy Island, irgendwo im Pazifik (tatsächlich wurde in Puerto Rico gedreht) empfängt die mysteriöse Millionärin Mrs. Roarke – immer kultiviert und weiß gekleidet – Gäste, um ihnen fantastische Lebensträume zu erfüllen.

## Episodenliste
| 1. Hungry Christine/Mel Loves Ruby                                            |
| 2. His and Hers/The Heartbreak Hotel                                          |
| 3. Quantum Entanglement                                                       |
| 4. Once Upon a Time in Havana                                                 |
| 5. Twice in a Lifetime                                                        |
| 6. The Big Five Oh                                                            |
| 7. Das wahre Leben (The Romance and the Bromance)                             |
| 8. Vergebung (Día de los Vivos)                                               |
| 9. Willkommen in der Schneekugel Teil 1 (Welcome to the Snow Globe Part One)  |
| 10. Willkommen in der Schneekugel Teil 2 (Welcome to the Snow Globe Part Two) |

## Filmadaption
2020 wurde mit Fantasy Island das Grundkonzept der Originalserie als Horrorfilm variiert, in dem Michael Peña die Rolle des Mr. Roarke übernahm. Der Film steht in keinem Zusammenhang mit dem Serien-Reboot.